# William Reed (Leichtathlet)
William Reed (* 21. Juli 2005) ist ein Leichtathlet von den Marshallinseln, der sich auf den Sprint spezialisiert hat und aktuell Inhaber des Landesrekordes im Hochsprung ist.

## Sportliche Laufbahn
Erste internationale Erfahrungen sammelte William Reed im Jahr 2024, als er dank einer Wildcard im 100-Meter-Lauf an den Olympischen Sommerspielen in Paris teilnahm und dort mit 11,29 s in der Vorausscheidungsrunde ausschied. Zudem war er Fahnenträger seiner Nation bei der Eröffnungsfeier der Spiele. Im Jahr zuvor stellte er mit 1,90 m einen Landesrekord im Hochsprung auf.

## Persönliche Bestleistungen
- 100 Meter: 11,29 s (+0,6 m/s), 3. August 2024 in Paris
- Hochsprung: 1,90 m, 23. Juni 2023 in Saipan (Landesrekord)